# Pidonia signata
Pidonia signata là một loài bọ cánh cứng trong họ Cerambycidae.